# Partito Comunista Siriano (Bakdash)
Il Partito Comunista Siriano (in arabo الحزب الشيوعي السوري‎?, Al-Hizb Al-Shuyū'ī Al-Sūrī ) è un partito comunista siriano. Il partito è nato da una spaccatura nel Partito Comunista Siriano nel 1986, in particolare dalla fazione anti-perestrojka guidata da Khalid Bakdash. Khalid Bakdash morì nel 1995 e lasciò il partito alla moglie, Wisal Farha Bakdash. All'epoca della primavera di Damasco del 2000, il partito fu in grado di pubblicare un giornale chiamato Sawt al-Shaab ("La voce del popolo").

## Risultati elettorali
| Anno | %      | Seggi |
| ---- | ------ | ----- |
| 1986 | 4,10%  | 8     |
| 1990 | 3,20%  | 8     |
| 1994 | 3,20%  | 8     |
| 1998 | 3,20%  | 8     |
| 2003 | 12,80% | 32    |
| 2007 | 2,00%  | 5     |
| 2012 | 3,20%  | 8     |
| 2016 | 1,20%  | 3     |